# Diocesi di Sandomierz
La diocesi di Sandomierz (in latino Dioecesis Sandomiriensis) è una sede della Chiesa cattolica in Polonia suffraganea dell'arcidiocesi di Lublino. Nel 2022 contava 674.748 battezzati su  675.312 abitanti. È retta dal vescovo Krzysztof Nitkiewicz.

## Territorio
La diocesi comprende la parte orientale del Voivodato della Santacroce, la parte nord-occidentale del Voivodato della Precarpazia e una piccola parte sud-occidentale del voivodato di Lublino.
Sede vescovile è la città di Sandomierz, dove si trova la cattedrale della Natività di Maria Vergine. Oltre alla cattedrale, nella diocesi sorgono altre due basiliche minori: la basilica della Santa Croce a Święty Krzyż, e la basilica di Nostra Signora Regina di Polonia a Stalowa Wola.
Il territorio è suddiviso in 24 decanati e in 242 parrocchie.

## Storia
La diocesi di Sandomierz fu eretta il 30 giugno 1818 da papa Pio VII con la bolla Ex imposita nobis, in seguito al trasferimento della sede vescovile della diocesi di Kielce. Era originariamente suffraganea dell'arcidiocesi di Varsavia.
Il 28 ottobre 1925, con la bolla Vixdum Poloniae unitas di papa Pio XI, furono riorganizzate le diocesi della restaurata nazione polacca. La diocesi di Sandomierz ha perso in tutto o in parte 3 decanati e 17 parrocchie a favore della diocesi di Kielce, mentre dalla stessa diocesi ha guadagnato 5 parrocchie. In questo modo la Vistola divenne il confine naturale tra le due diocesi.
Nel 1926, dopo i vari cambiamenti stabiliti dalla bolla, la diocesi era costituita da 21 decanati e 215 parrocchie, con 392 sacerdoti diocesani e poco meno di un milione di fedeli.
Il 3 ottobre 1981 assunse il nome di diocesi di Sandomierz-Radom, dopo che il vescovo Edward Henryk Materski ebbe trasferito la sede della diocesi da Sandomierz a Radom.
Il 25 marzo 1992, in seguito alla riorganizzazione delle diocesi polacche voluta da papa Giovanni Paolo II con la bolla Totus tuus Poloniae populus, si è divisa dando origine alla presente diocesi di Sandomierz, resa suffraganea dell'arcidiocesi di Lublino, e alla diocesi di Radom. Contestualmente ha inglobato alcune porzioni del territorio delle diocesi di Przemyśl, di Lublino (oggi entrambe arcidiocesi) e di Tarnów.

## Cronotassi dei vescovi
Si omettono i periodi di sede vacante non superiori ai 2 anni o non storicamente accertati.
- Szczepan Hołowczyc † (29 marzo 1819 - 17 dicembre 1819 nominato arcivescovo di Varsavia)
- Adam Prosper Burzyński, O.F.M.Ref. † (17 dicembre 1819 - 9 settembre 1830 deceduto)
  - Sede vacante (1830-1844)
  - Klemens Bąkiewicz † (24 gennaio 1842, ma 2 gennaio 1842 deceduto) (vescovo eletto postumo)
- Józef Joachim Goldtmann † (25 gennaio 1844 - 27 marzo 1852 deceduto)
  - Sede vacante (1852-1859)
- Józef Michał Juszyński † (15 aprile 1859 - 24 novembre 1880 deceduto)
  - Sede vacante (1880-1883)
- Antoni Franciszek Ksawery Sotkiewicz † (15 marzo 1883 - 4 maggio 1901 deceduto)
- Stefan Aleksander Zwierowicz † (17 settembre 1902 - 4 gennaio 1908 deceduto)
- Marian Józef Ryx † (7 aprile 1910 - 1º giugno 1930 deceduto)
- Włodzimierz Bronisław Jasiński † (21 agosto 1930 - 30 novembre 1934 nominato vescovo di Łódź)
  - Sede vacante (1934-1946)
  - Jan Kanty Lorek, C.M. † (26 aprile 1936 - 12 marzo 1946 nominato vescovo) (amministratore apostolico)
- Jan Kanty Lorek, C.M. † (12 marzo 1946 - 4 gennaio 1967 deceduto)
  - Piotr Gołębiowski † (20 febbraio 1968 - 2 novembre 1980 deceduto) (amministratore apostolico)
- Edward Henryk Materski † (6 marzo 1981 - 25 marzo 1992 nominato vescovo di Radom)
- Wacław Józef Świerzawski † (25 marzo 1992 - 7 ottobre 2002 ritirato)
- Andrzej Dzięga (7 ottobre 2002 - 21 febbraio 2009 nominato arcivescovo di Stettino-Kamień)
- Krzysztof Nitkiewicz, dal 13 giugno 2009

## Statistiche
La diocesi nel 2022 su una popolazione di 675.312 persone contava 674.748 battezzati, corrispondenti al 99,9% del totale.
| anno | popolazione | popolazione | popolazione | presbiteri | presbiteri | presbiteri | presbiteri                | diaconi | religiosi | religiosi | parrocchie |
| anno | battezzati  | totale      | %           | numero     | secolari   | regolari   | battezzati per presbitero | diaconi | uomini    | donne     | parrocchie |
| ---- | ----------- | ----------- | ----------- | ---------- | ---------- | ---------- | ------------------------- | ------- | --------- | --------- | ---------- |
| 1950 | 951.830     | 1.075.678   | 88,5        | 485        | 449        | 36         | 1.962                     |         | 46        | 736       | 248        |
| 1970 | 1.146.000   | 1.165.000   | 98,4        | 660        | 585        | 75         | 1.736                     |         | 94        | 759       | 271        |
| 1980 | 1.178.000   | 1.221.000   | 96,5        | 673        | 592        | 81         | 1.750                     |         | 92        | 854       | 273        |
| 1990 | 1.366.640   | 1.396.000   | 97,9        | 807        | 707        | 100        | 1.693                     |         | 124       | 766       | 351        |
| 1999 | 709.319     | 729.476     | 97,2        | 527        | 469        | 58         | 1.345                     |         | 83        | 469       | 229        |
| 2000 | 709.274     | 729.418     | 97,2        | 527        | 470        | 57         | 1.345                     |         | 83        | 470       | 230        |
| 2001 | 708.105     | 728.145     | 97,2        | 541        | 471        | 70         | 1.308                     |         | 98        | 473       | 231        |
| 2002 | 707.695     | 727.813     | 97,2        | 548        | 485        | 63         | 1.291                     |         | 90        | 471       | 235        |
| 2003 | 707.721     | 727.946     | 97,2        | 551        | 490        | 61         | 1.284                     |         | 73        | 415       | 236        |
| 2004 | 707.270     | 727.495     | 97,2        | 562        | 493        | 69         | 1.258                     |         | 77        | 424       | 236        |
| 2010 | 701.426     | 721.648     | 97,2        | 653        | 585        | 68         | 1.074                     |         | 79        | 406       | 239        |
| 2014 | 638.712     | 683.597     | 93,4        | 644        | 573        | 71         | 991                       |         | 84        | 368       | 242        |
| 2017 | 677.713     | 679.432     | 99,7        | 635        | 571        | 64         | 1.067                     |         | 76        | 355       | 242        |
| 2020 | 682.523     | 683.123     | 99,9        | 622        | 545        | 77         | 1.097                     |         | 87        | 329       | 242        |
| 2022 | 674.748     | 675.312     | 99,9        | 603        | 539        | 64         | 1.118                     |         | 75        | 318       | 242        |

## Galleria d'immagini

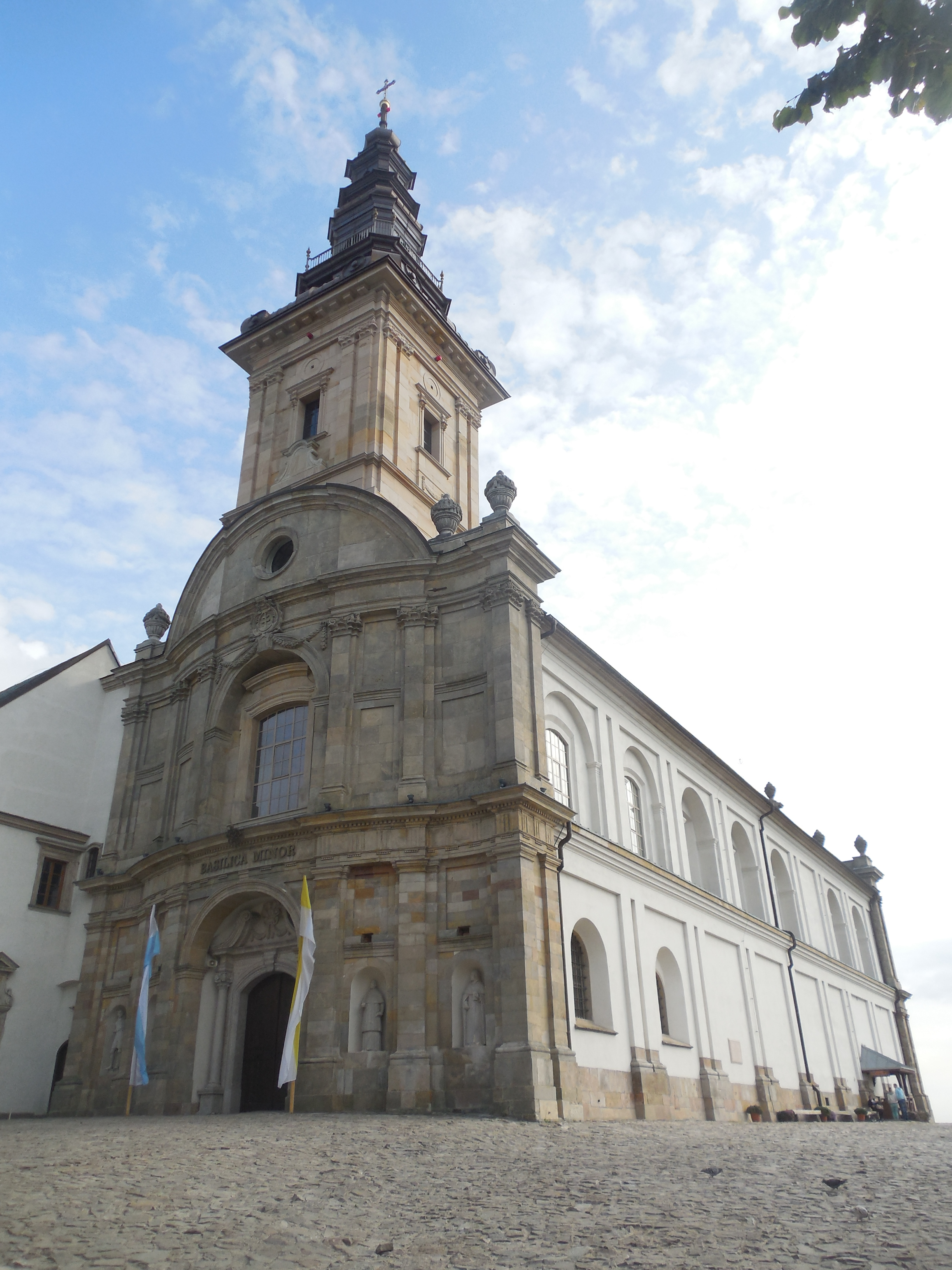
La basilica minore della Santa Croce a Święty Krzyż
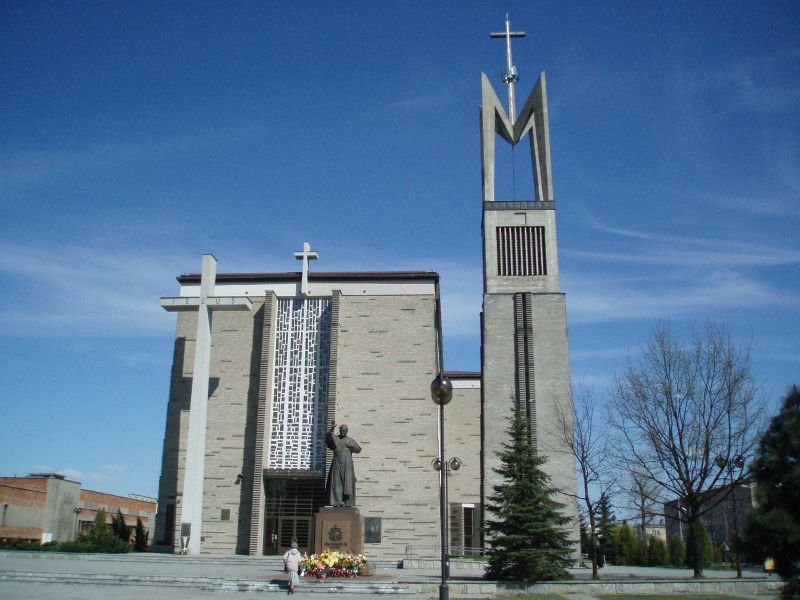
La basilica minore di Nostra Signora Regina di Polonia a Stalowa Wola
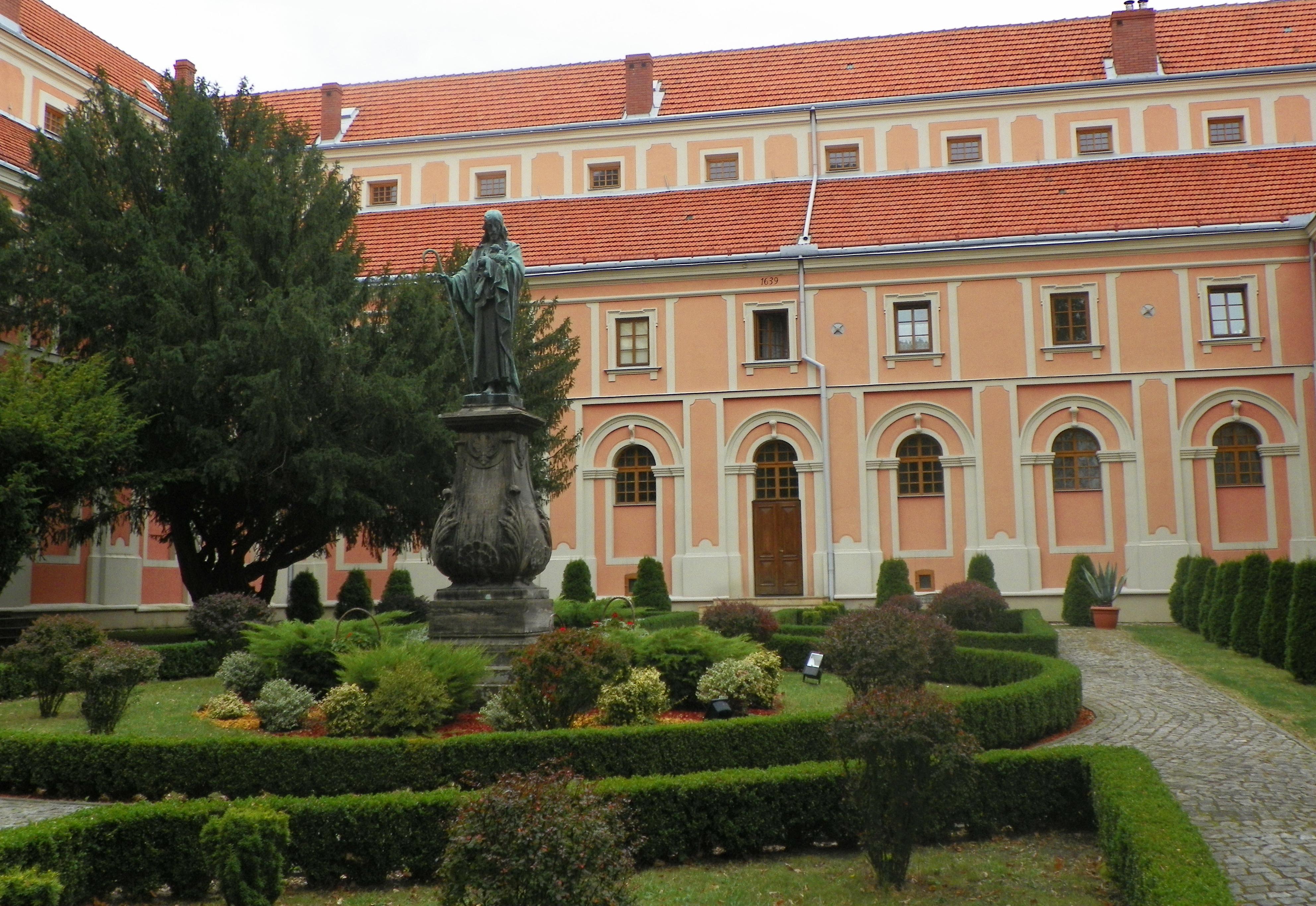
Il seminario dicoesano
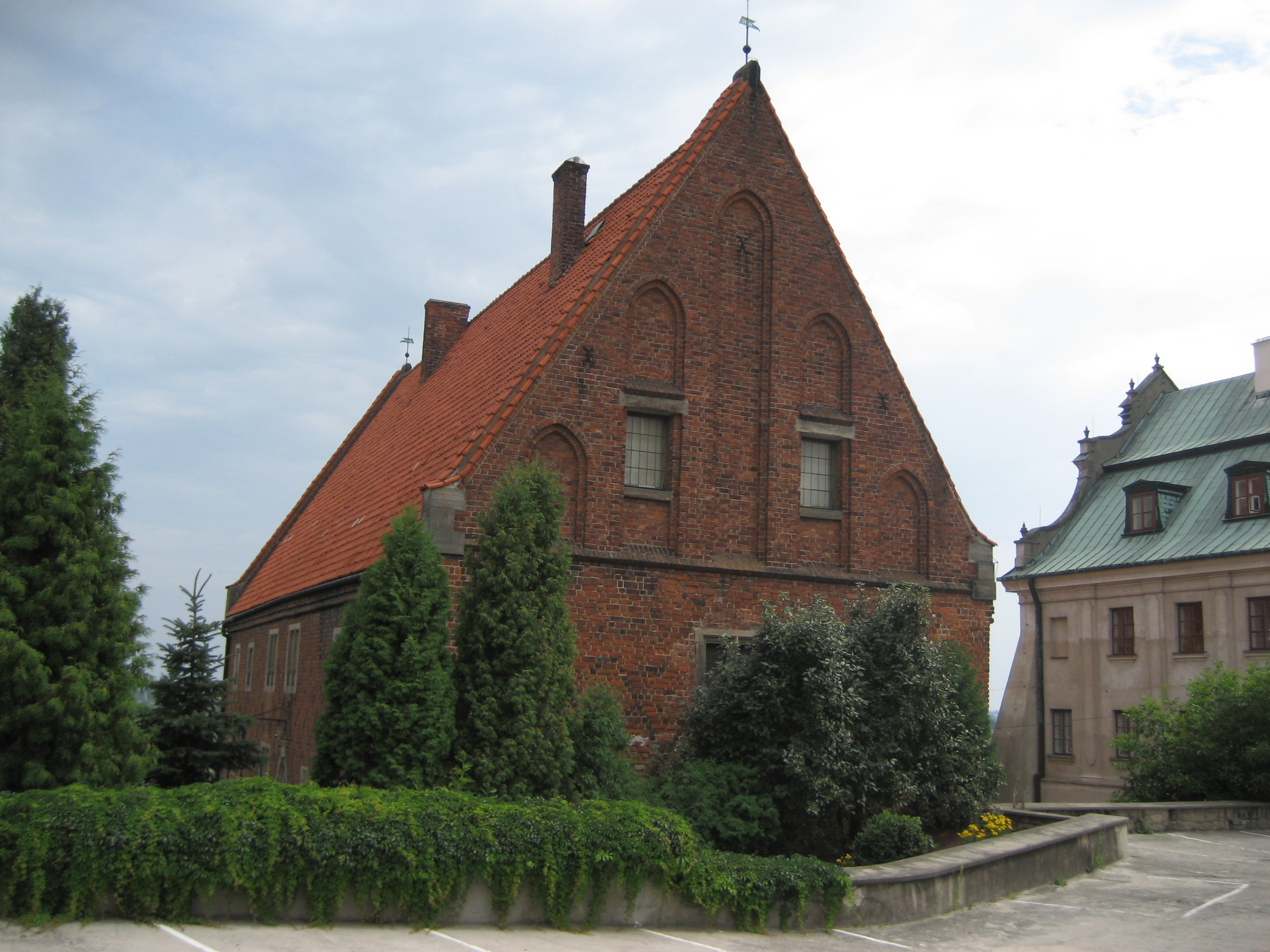
La sede del museo diocesano